# Lijst van vissen (wetenschappelijk)
Deze lijst van vissen bevat alle vissen zoals opgenomen in FishBase. De lijst is gebaseerd op de wetenschappelijke naam van de vissoort. Het totaal aantal wetenschappelijke namen is ruim dertigduizend. In verband met de omvang van de lijst is deze gesplitst in dertien afzonderlijke delen:
- Lijst van vissen A
- Lijst van vissen B
- Lijst van vissen C
- Lijst van vissen D-E
- Lijst van vissen F-G
- Lijst van vissen H-I
- Lijst van vissen J-K
- Lijst van vissen L-M
- Lijst van vissen N-O
- Lijst van vissen P
- Lijst van vissen Q-R
- Lijst van vissen S
- Lijst van vissen T-Z